# William Robertson (historien)
Pour les articles homonymes, voir William Robertson et Robertson.
William Robertson (né le 19 septembre 1721 à Borthwick - mort le 11 juin 1793 à Édimbourg), universitaire et historien écossais, est pendant trente ans principal de l'université d'Édimbourg.

## Biographie sommaire
Né à Brothwick (Midlothian), il étudia à Dalkeith puis à l'Université d'Édimbourg (théologie). D'abord pasteur presbytérien de Gladsmuir (1743), il prend par la suite la direction des paroisses de Lady Yester et Greyfriars à Édimbourg, où il se distingua dans la prédication. Partisan whig, il s'enrôla en 1745 dans la milice pour protéger Édimbourg des Jacobites de Charles Édouard Stuart.
Chargé d'une nombreuse famille, il vit longtemps dans la gêne, mais, ayant obtenu successivement les places de chapelain ordinaire du roi, de principal du collège d'Édimbourg et d'historiographe d'Écosse, il finit par jouir de l'aisance. 
On a de lui : 
- Histoire d'Écosse sous Marie et Jacques VI, Londres, 1759
- Histoire de Charles-Quint, 1769
- Histoire de l'Amérique, 1777
- Recherches historiques sur l'Inde, 1790

## Apport à laphilosophie de l'histoire
Robertson, avec notamment Voltaire et Hume, participe à substituer à la prosopographie et à l'histoire militaire l'histoire culturelle du peuple entier. Pour comprendre l'État, et en faire l'histoire, il faut étudier « le peuple, cette portion la plus nombreuse et la plus utile de l'État » (Histoire de Charles-Quint). Robertson contribue à donner un nouvel élan à la philosophie de l'histoire qui se laïcise en quittant la lecture providentielle de l'histoire de Bossuet et de Vico. Ainsi se développe une conception démocratique de l'histoire qui prend désormais en compte les masses, et non plus seulement les grands événements et les dirigeants politiques. 